# جوش منیزیم
منیزیم به عنوان یک فلز با نسبت استحکام به وزن بالا یکی از فلزات جذاب مهندسی است. از خواص مهندسی مهم این فلز می‌توان به جاذب ارتعاش بودن آن و همچنین پایین بودن نقطه ذوب آن (نزدیک به نقطه ذوب آلومینیوم می‌باشد) اشاره کرد. ریخته‌گری از جمله روش‌های تولید مناسب این فلز می‌باشد. این فلز به علت داشتن ساختار کریستالی HCP، محدودیت‌هایی در اجرای برخی از فرایندهای تولیدی بر روی خود دارد. از جمله آن می‌توان محدودیت در اجرای کار سخت یا ماشین‌کاری را نام برد. از دیگر موارد ضعف این فلز را می‌توان ویژگی‌های سطحی ضعیف و همچنین واکنش پذیری بسیار بالا دانست. واکنش‌پذیری این فلز با افزایش دما، افزایش می‌یابد.

## چالش‌های جوش منیزیم

### واکنش‌پذیری بالا
همان‌طور که پیش‌تر ذکر شد، این فلز در دماهای بالا بسیار واکنش‌پذیر می‌باشد. این ویژگی موجب می‌شود که هنگام جوشکاری و ماشین‌کاری این فلز به شدت خطرناک باشد، زیرا با اجرای این دو فرایند دما افزایش یافته و احتمال سوختن آن وجود دارد. سوختن این فلز بسیار شدید بوده و همراه با نور زیاد است. برای خاموش کردن آن هم باید از کپسول‌های مخصوص استفاده کرد و به هیچ وجه نباید برای خاموش کردن آن، از آب استفاده کرد زیرا باعث شدیدتر شدن حادثه می‌شود.

### وجود لایه اکسیدی روی سطح
چالش بعدی وجود لایه اکسید روی سطح آن است، این لایه دارای نقطه ذوب بالاتری نسبت به فلز پایه است و اگر قبل از انجام فرایند جوشکاری به دقت محل موردنظر تمیز نشود، در اثر دمای الکترود فلز پایه ذوب می‌شود ولی همچنان لایه اکسیدی ذوب نشده‌است که این امر موجب عدم اتصال مناسب دو قطعه موردنظر می‌باشد.

### تشخیص منیزیم از آلومینیوم
در صورت تشکیل نشدن لایه اکسیدی بر روی قطعات منیزیومی رنگ و وزن آن‌ها با قطعات آلومینیومی بسیار شبیه می‌باشد و با توجه به متداول‌تر بودن قطعات آلومینیومی نسبت به قطعات منیزیمی، ممکن است به قطعات منیزیمی از جنس آلمینیوم فرض شوند و با تنظیمات این فلز جوش‌کاری انجام شود. در صورت بروز این مشکل قطعه جوش داده شده به سرعت دچار شکست می‌شود. زیرا برای جوشکاری منیزیم باید از فیلر مخصوص منیزیم که معمولاً از جنس فلز پایه است استفاده شود، در غیر اینصورت دو قطعه به یکدیگر به درستی جوش نمی‌خورند و قطعه دچار شکستگی می‌شود. برای حل این مشکل یک راه حل بسیار ساده استفاده از سرکه می‌باشد. اگر بر روی سطح تمیز شده قطعه کار سرکه ریخته شود و سرکه آن را درون خود حل نکند، آن فلز آلومینیوم است ولی در صورت حل شدن فلز در سرکه قطعه کار مورد نظر، منیزیم می‌باشد.
علاوه بر روش بالا روش دیگری وجود دارد که آن هم سوختن کامل است. در اثر سوختن کامل منیزیم، باتوجه به واکنش پذیری بالاتر نسبت به آلومینیوم آتش میگیرد و نوری خیره کننده از خود بروز می دهد ولی در اثر سوختن کامل آلومنیوم واکنشی اتفاق نمی افتد.

### اکسید شدن و تبخیر
به علت نقطه ذوب و جوش پایین منیزیم (نقطه ذوب حدود ۶۴۹ درجه سانتی‌گراد و نقطه جوش حدود ۱۱۰۷ درجه سانتی‌گراد)، امکان اکسید شدن و تبخیر منیزیم هنگام انجام فرایند جوشکاری وجود دارد. اکسید منیزیم حاصل شده، حوضچه مذاب را می‌پوشاند در نتیجه موجب کاهش کیفیت جوش خواهد بود.

### ترک‌های گرم
هنگام اجرای فرایند جوش‌کاری، منیزیم به راحتی تغییر شکل می‌دهد و به علت دما بالا، تنش حرارتی تولید می‌شود و این شرایط برای به وجود آمدن ترک‌های گرم کافی است. همچنین باید توجه داشت که منیزیم دارای ضریب انبساط حرارتی بالا (در حدود ۳ برابر ضریب انبساط حرارتی فولاد) می‌باشد که این شرایط جوشکاری این فلز را دشوارتر می‌کند.

## روش‌های جوش قطعات منیزیمی
قطعات منیزمی را به روش‌های مختلفی به یکدیگر جوش می‌دهند. از جمله روش‌های رایج جوشکاری تیگ، جوشکاری مقاومتی، جوشکاری اصطکاکی اغتشاشی، جوشکاری لیزری و جوشکاری ترکیبی لیزر و قوس است.

### جوشکاری به روش تیگ

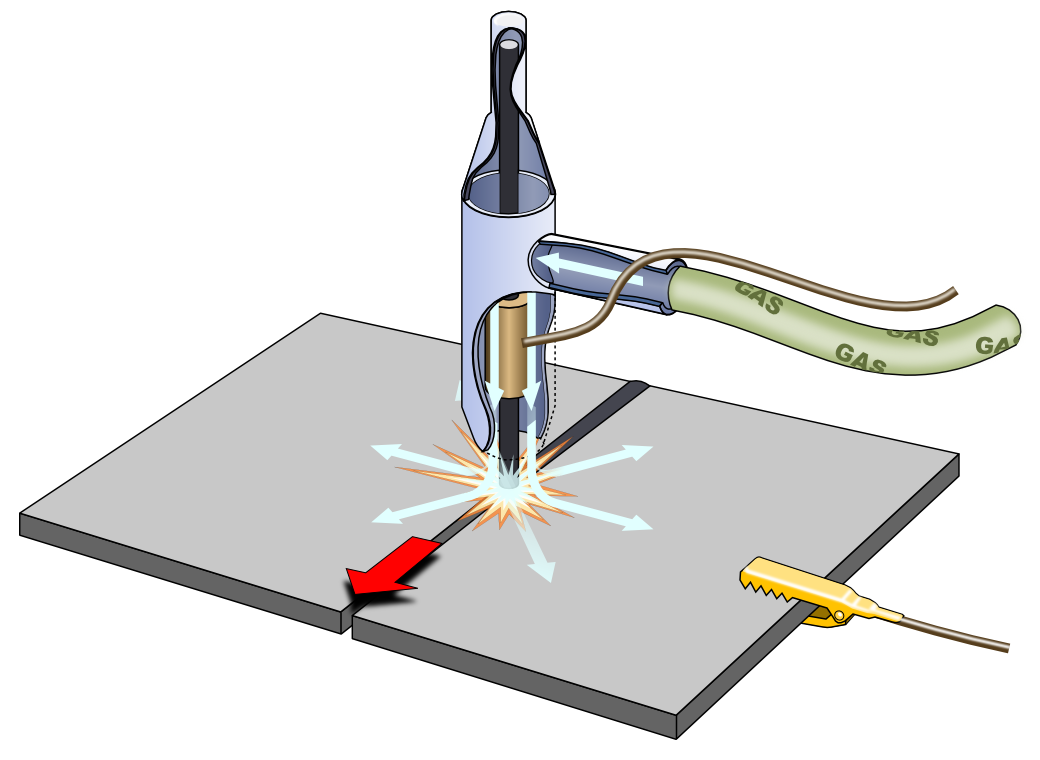

در این روش از یک الکترود مصرف‌نشدنی از جنس تنگستن استفاده می‌شود که باعث به وجود آمدن قوس الکتیریکی می‌شود. به عنوان گاز محافظ به‌طور معمول از گاز آرگون استفاده می‌شود. با توجه به واکنش‌پذیری بالا این فلز استفاده از گاز محافظ بسیار مفید می‌باشد و تا حدی از واکنش دادن فلز با محیط اطراف در دمای بالا جلوگیری می‌کند. اما این روش به علت ایجاد دمای بالا موجب از دست رفتن بعضی از عناصر آلیاژی در محل انجام فرایند می‌شود همچنین این روش عامل ایجاد عیوبی از جمله تخلخل و افزایش منطقه تحت اثر گرما می‌شود.

### جوشکاری لیزری
جوشکاری لیزری با توجه به ایجاد منطقه گرمای کوچک (که در اثر متمرکز شدن پرتو لیزر در نقطه مورد نظر حاصل می‌شود) و همچنین استفاده از گاز محافظ خطر اکسید شدن حوضچه مذاب را کاهش می‌دهد. باید توجه داشت در این روش عواملی چون: منبع ایجادکننده لیزر، گاز محافظ، سرعت جوشکاری و ضخامت قطعه می‌توانند تأثیر بسزایی در کیفیت جوش داشته‌باشند. از جمله فواید جوشکاری لیزری برای آلیاژهای منیزیم موارد زیر را می‌توان نام برد:
- به وجود آوردن اتصالات بدون ترک
- قطعه با کیفیت سطحی قابل قبول
- سطح تحت اثر گرمای کوچک
- تغییر شکل کوچک در جوشکاری ورق‌های ضخیم
- سرعت جوش بالا، سرعت خنک شدن بالا
- ساختار متالورژیکی قابل قبول
- خواص مکانیکی مناسب در محل اتصال

### جوشکاری اصطکاکی اغتشاشی

این روش نیز یکی از روش‌های مورد استفاده برای جوشکاری منیزیم می‌باشد. این جوشکاری تحت اثر متغیرهایی مانند: سرعت چرخش، سرعت جوش، زاویه ابزار با محور عمودی و همچنین میزان فشار عمودی به قطعه می‌باشد. با افزایش سرعت چرخش، کاهش سرعت جوش و همچنین افزایش میزان نیرو عمودی وارد بر قطعه‌کار دمای ناحیه در معرض جوش افزایش می‌یابد. در نتیجه بهینه کردن هریک از این پارامترها برای دستیابی به بهترین سیکل کاری در این روش از اهمین بسزایی برخوردار است. نکته قابل توجه افزایش استحکام کششی جوش اصطکاکی در اثر افزایش سرعت چرخشی تا سرعت {\displaystyle 150mm/min}  و کاهش آن در سرعت‌های بالاتر از این سرعت می‌باشد. از جمله خواص مکانیکی که در این روش ارتقا پیدا می‌کند، استحکام خستگی است. این روش جوش موجب افزایش عملکرد قطعه تحت بارگذاری خستگی می‌شود.

### جوشکاری ترکیبی
در این جوشکاری، با ترکیب دو روش جوشکاری تیگ و جوشکاری لیزری به وجود می‌آید. هدف از این روش بر طرف کردن مشکلات هر کدام از این روش‌های ذکر شده می‌باشد. در طی تحقیقات انجام شده در دانشگاه فناوری دالیان (به انگلیسی: Dalian University of Technology)، اثبات شده‌است که عمق نفوذ این روش در مقایسه با روش جوشکاری تیگ در حدود دو برابر بیشتر می‌باشد؛ و همچنین خواص مکانیکی جوش نیز نسبت به روش معمولی از کیفیت بیشتری برخوردار می‌باشد. در ادامه به برخی مزایای روش ترکیبی نسبت به دو روش توضیح داده شده در قبل پرداخته می‌شود.
- پایداری بیشتر در اجرای فرایند
- کاهش سرمایه‌گذاری اولیه در مقایسع با روش لیزری به‌تنهایی
- بالاتر بودن سرعت فرایند جوش در مقایسه با جوشکاری تیگ
- اتصالات جوشی باریک‌تر نسبت به جوشکاری تیگ